# Kapelleke van de Maarschalk

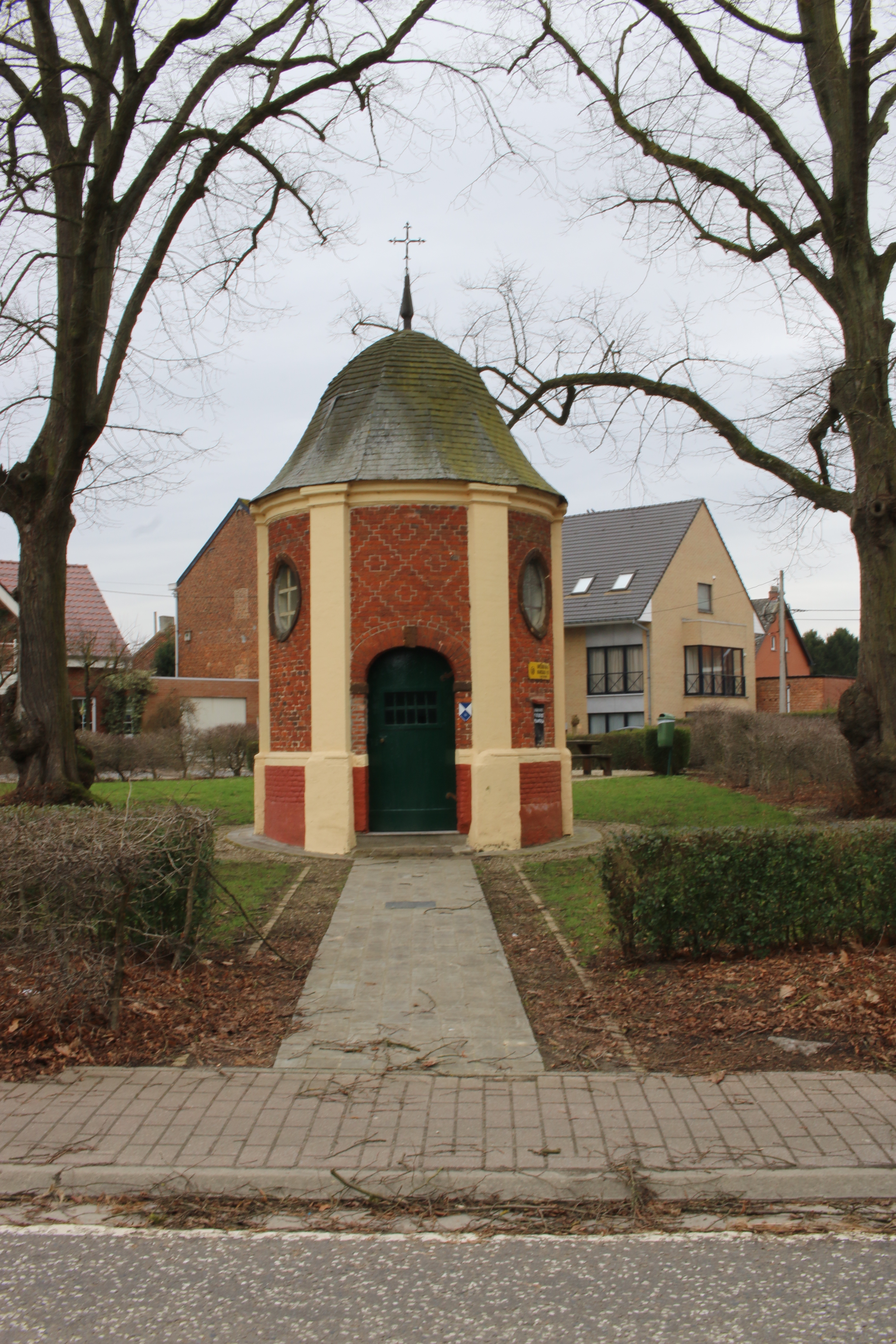
Kapelleke van de Maarschalk

Het Kapelleke van de Maarschalk (ook: Molenkapelleke) is een kapel in de tot de Antwerpse gemeente Herselt behorende plaats Bergom, gelegen aan de Diestsebaan.
De kapel werd in de loop van de 18e eeuw gebouwd ter ere van veldmaarschalk Jan Filips Eugeen de Merode (1674-1732) die het kasteel van Westerlo bewoonde en heer was van Herselt en Westerlo. De kapel stond in de nabijheid van de -verdwenen- molen van Borlo.
Het betreft een kapel op cirkelvormige plattegrond in late barokstijl. De kapel heeft een met leien bedekt koepeldak. Het metselwerk is sierlijk uitgevoerd in kruisverband. Omlijstingen zijn in ijzerzandsteen en de buitenmuur wordt onderbroken door pilasters.
De kapel bezit een houten altaar in rococostijl.